# كيم سيمز
كيم سيمز (بالإنجليزية: Kym Sims)‏ هي مغنية أمريكية، ولدت في 23 أغسطس 1966 في شيكاغو في الولايات المتحدة.

## وصلات خارجية
- كيم سيمز على موقع ميوزك برينز (الإنجليزية)
- كيم سيمز على موقع أول ميوزيك (الإنجليزية)
- كيم سيمز على موقع ديسكوغز (الإنجليزية)